# Сату-Ноу (Арджеш)
Сату-Ноу (рум. Satu Nou) — село у повіті Арджеш в Румунії. Входить до складу комуни Унгень.
Село розташоване на відстані 96 км на захід від Бухареста, 41 км на південь від Пітешть, 87 км на схід від Крайови, 142 км на південний захід від Брашова.

## Населення
За даними перепису населення 2002 року у селі проживали 502 особи, усі — румуни. Усі жителі села рідною мовою назвали румунську.